# Лени Леонард
Ленфорд Леонард је измишљени лик из анимиране телевизијске серије Симпсонови. Лени је најбољи пријатељ Карла Карлсона и Хомера Симпсона, са којима ради у Спрингфилдској нуклеарној електрани. Иако је магистар нуклеарне физике, представљен је као обичан, а често и као наиван радни човек.